# 黃秋月
黃秋月（Chiu Yeh Huang，臺羅：N̂g Tshiu-Gua̍t，1933年9月23日—2018年7月14日），臺灣建築師及學者，被認為是臺灣古蹟修復與都市計劃的先驅。東京大學都市工學科1966年修士課程設置後第一屆 （页面存档备份，存于）學生，1968年10月底獲得碩士後隨即進入剛設置的博士課程，但受到東大紛爭的影響而中斷學業回臺。曾任國立成功大學都市計劃學系系主任（1978－1984）、教授、副教授，成功大學建築學系講師、助教，黃秋月建築師事務所主持人，臺南女中校友會第一屆理事長，台南崇她社第二任社長。

## 生平

### 求學階段
碩士攻讀東京大學都市工學科，師事本城和彥，論文題目為《住宅から見た台南市の都市構成に関する研究》（由住宅透視臺南市的都市結構）

### 事業經歷

#### 台南市政府公務參與
自日本結束學業返台以後，黃秋月受聘為台南市政府都市計畫委員，並於1970年代加入台南市文獻委員的勘查工作。1982年，時任成大都市計畫系系主任的黃秋月受聘為台南市文獻委員會的委員，是當時台南市文獻委員會裡唯一且是首任女性委員。台南市文獻委員會發行的刊物《台南文化》中可見黃秋月的文章二篇：〈府城史蹟建築〉、〈金門之城市、聚落、建築概說〉。黃秋月在台南市政府除了曾經擔任文獻會委員，也曾同時是都市計畫委員以及市地重劃委員。

#### 古蹟修復
| 古蹟                                             | 規劃       | 設計與監造                                                          | 修復工作紀錄 |
| ------------------------------------------------ | ---------- | ------------------------------------------------------------------- | ------------ |
| 台南市第三級古蹟『海山館』                       | 2005年10月 | 2006年4月～2009年8月                                                | 2010年1月    |
| 郭柏川紀念館規劃案                               | 2004年2月  |                                                                     |              |
| 台南市三級古蹟『台灣府城巽方砲台』               | 2001年7月  |                                                                     |              |
| 台南市第三級古蹟『水仙宮』                       | 2000年2月  |                                                                     |              |
| 屏東縣七處指定古蹟涵蓋範圍劃定調查規劃研究       | 1999年8月  |                                                                     |              |
| 台南市三級古蹟涵蓋範圍劃定調查規劃               | 1997年2月  |                                                                     |              |
| 台南市二級古蹟涵蓋範圍劃定調查規劃               | 1997年3月  |                                                                     |              |
| 澎湖三官殿測繪圖說                               | 1997年3月  |                                                                     |              |
| 台南市三級古蹟『台南府城大南門』                 | 1996年4月  | 1997年6月～2001年5月                                                | 2002年9月    |
| 台南市三級古蹟『台南首廟天壇』                   | 1996年3月  | 2006年1月～2007年5月（正殿太子亭）                                  | 2008年4月    |
| 台南市二級古蹟『開元寺』                         | 1993年10月 | 1996年10月～1997年1月                                               | 2000年6月    |
| 台南市二級古蹟『兌悅門』                         | 1993年8月  | 1995年10月～2008年11月                                              | 2009年4月    |
| 台南市第三級古蹟『總趕宮』                       |            | 2007年6月～2010年8月                                                | 2011年7月    |
| 台南市第三級古蹟『全台吳氏大宗祠』               |            | 1997年6月～1998年1月（搶修），2001年12月～西元2004年8月（正式修復） | 2005年9月    |
| 澎湖縣歷史建築『西瀛勝境牌樓』                   |            | 2005年3月～2005年11月                                               | 2006年1月    |
| 新竹縣第三級古蹟『新埔劉家祠』                   |            | 2003年5月～2003年12月                                               |              |
| 台南市第三級古蹟『台南天壇三川殿』               |            | 2003年5月～2003年12月                                               | 2004年6月    |
| 台中市第三級古蹟台中文昌廟九二一震災災後整治修復 |            | 2002年12月～2004年3月                                               | 2004年10月   |
| 台南市第三級古蹟開基靈祐宮                       |            | 2002年11月～2005年8月                                               | 2006年4月    |
| 新化街役場環境改善美化計畫工程                   |            | 2001年8月～2003年8月                                                |              |
| 台南市第三級古蹟『景福祠』                       |            | 2000年7月～2003年8月                                                |              |
| 鹽水八角樓搶修工程                               |            | 2000年3-4月（設計），2002年10月～2001年3月（施工）                  |              |
| 屏東縣第三級古蹟『萬金聖母聖殿』                 |            | 1996年9月～2002年8月                                                | 2003年6月    |
| 台南市二級古蹟『台灣府城隍廟』                   |            | 1993年10月～1995年11月                                              | 1998年9月    |
| 屏東縣第三級古蹟「六堆天后宮」                   |            | 1993年6月～1995年11月                                               | 1998年8月    |
| 台南市三級古蹟『接官亭及風神廟』                 |            | 1993年6月～1995年11月                                               | 1996年6月    |
| 市定古蹟『原台南縣知事官邸』                     |            |                                                                     | 2010年9月    |
| 台南市第一級古蹟『大天后宮』正殿                 |            |                                                                     | 2009年6月    |
| 台南市第三級古蹟『擇賢堂』                       |            |                                                                     | 2007年12月   |
| 新竹縣第一級古蹟『金廣福公館』                   |            |                                                                     | 2005年2月    |
| 台南市第三級古蹟『景福祠』                       |            |                                                                     | 2004年9月    |
| 新竹縣第三級古蹟『竹北問禮堂』                   |            |                                                                     | 2003年11月   |

## 新建作品
- 基督教臺南聖教會（臺南市公園路），1966年。
- 真耶穌教會開元教會（臺南市長榮路四段100號）[7]，1975年4月～1976年7月。